# Tate Cabré i Massot
Tate Cabré i Massot   (Reus, 1965) és una periodista i professora catalana.

## Biografia
És doctora en Ciències de la Informació per la Universitat Autònoma de Barcelona, on també es va diplomar en Traducció i Interpretació i va exercir com a professora. També ha estat docent a la Universitat Internacional de Catalunya i la Universitat Autònoma de Barcelona, i ha col·laborat amb la Universitat Rovira i Virgili, la Universitat Pompeu Fabra, i la Universitat de l'Havana.
Es va iniciar en la professió com a ajudant de la fotògrafa Pilar Aymerich al seu estudi del carrer Gran de Gràcia, i col·laborant a la revista del mateix nom, al Diari de Barcelona i a El Observador. Des del 1991 escriu al Diari de Tarragona i des del 1997 a La Vanguardia. Ha escrit articles de recerca sobre Gaudí, Josep Puig i Cadafalch, el modernisme i el noucentisme, i ha col·laborat en diverses guies per a l'Ajuntament de Barcelona i en guions per a RTVE.